# Remelana bella
Remelana bella är en fjärilsart som beskrevs av Hans Fruhstorfer. Remelana bella ingår i släktet Remelana och familjen juvelvingar. Inga underarter finns listade.